# Minuthodes rectimargo
Minuthodes rectimargo (лат.) — вид мелких жужелиц рода Minuthodes из подсемейства Harpalinae (Carabidae).

## Распространение
Папуа — Новая Гвинея: Irian Jaya.

## Описание
Мелкие жуки, длина тела от 4 до 5 мм. Основная окраска чёрная со светлыми отметинами на надкрыльях. Глаза крупные, выступающие. Переднеспинка широкая. Соотношения: ширины и длины проторокса 1,99—2,07; ширины основания/вершины проторокса 1,02—1,07; длины/ширины надкрылий 1,24—1,32; ширина надкрылий/ширины проторокса 1,38—1,43. 
Вид был впервые описан в 2006 году немецким энтомологом Мартином Бэром (Martin Baehr, Zoologische Staatssammlung München, Мюнхен, Германия). Относят к надтрибе Lebiitae и трибе Lebiini (иногда в ранге подсемейства) в составе подсемейства Harpalinae.